# HR 8799 b
HR 8799 bとは、地球から見てペガスス座の方向に128.5光年離れた位置にある恒星HR 8799を公転する太陽系外惑星である。惑星を直接撮影して発見された初めての太陽系外惑星の1つである。

## 発見
HR 8799 bは、A型主系列星のHR 8799の周辺を公転する4つの惑星の1つである。HR 8799 bは、同じくHR 8799を公転するHR 8799 c、HR 8799 dと共に、2008年11月13日に存在が公表された。HR 8799 bは、2004年7月14日から2008年9月18日までに、W・M・ケック天文台、ジェミニ天文台、ハッブル宇宙望遠鏡によって撮影された赤外線領域における画像から発見され、見かけの位置の移動から、HR 8799の周回軌道に乗っている事が分かった。これは、惑星そのものを直接撮影して発見された例としては初めてである。なお、2M1207bはHR 8799 b以前に赤外線画像で直接撮影されているが、一般に惑星とは見なされていない。
なおこの日は、可視光領域で初めて直接撮影して発見されたフォーマルハウトbも同時に発表されている。ただし、フォーマルハウトbは惑星の像ではないと言う説も出ている。HR 8799の惑星は可視光では撮影されていない。また、このときにはHR 8799 eは見つかっていない。
HR 8799に惑星が発見された後、HR 8799を撮影した古い画像の解析が進み、2009年4月1日には1998年10月30日にハッブル宇宙望遠鏡で撮影した画像中に、2009年5月11日には2002年7月19日に国立天文台ハワイ観測所すばる望遠鏡によって撮影された画像中にHR 8799 bが写っている事がわかった。なお、1998年のハッブル宇宙望遠鏡の画像は、後にHR 8799 cとHR 8799 dも写っていた事が分かっている。
| フィルター | 波長 (μm) | 明るさ（等級） |
| ---------- | --------- | -------------- |
| z          | 1.03      | 18.24 ± 0.29   |
| J          | 1.248     | 16.52 ± 0.14   |
| H          | 1.633     | 14.87 ± 0.17   |
| CH4S       | 1.592     | 15.18 ± 0.17   |
| CH4S       | 1.681     | 14.89 ± 0.18   |
| Ks         | 2.146     | 14.05 ± 0.08   |
| [3.3]      | 3.3       | 13.96 ± 0.28   |
| L'         | 3.776     | 12.68 ± 0.12   |
| M          | 4.8       | > 11.37        |

## 軌道の性質
HR 8799 bは、HR 8799に属する惑星の中で、最も遠い場所を公転する惑星である。軌道長半径は約102億km (~68AU) と、太陽系に配置すると冥王星よりも遠い位置にある。この遠い軌道のため、HR 8799 bの公転周期は449.7年または463.3年に達する。
2013年現在発見されている太陽系外惑星の中で、公転軌道はHR 8799 bより遠いものは多くあるが、公転周期が分からないものが多く、太陽系外惑星の中ではへびつかい座11番星bの2000年、フォーマルハウトbの872年に次いで3番目に長い値である。離心率はほとんど0であると推定されている。軌道要素のそれぞれの値は、中心星であるHR 8799の質量の不確かさが影響している。
HR 8799 bとHR 8799 c、HR 8799 dは、3惑星の間で4:2:1の軌道共鳴をしていると考えられている。
| 軌道要素         | 値     | 値     |
| 軌道要素         | 1.47M☉ | 1.56M☉ |
| ---------------- | ------ | ------ |
| 軌道長半径 (AU)  | 68.1   | 68.0   |
| 公転周期 (年)    | 463.3  | 449.7  |
| 離心率           | 0.0    | 0.0    |
| 軌道傾斜角 (度)  | 28.0   | 28.0   |
| 近点引数 (度)    | 不明   | 不明   |
| 平均近点角 (度)  | 35.9   | 35.5   |
| 次回近点通過時刻 | 2043.1 | 2047.1 |

## 物理的性質

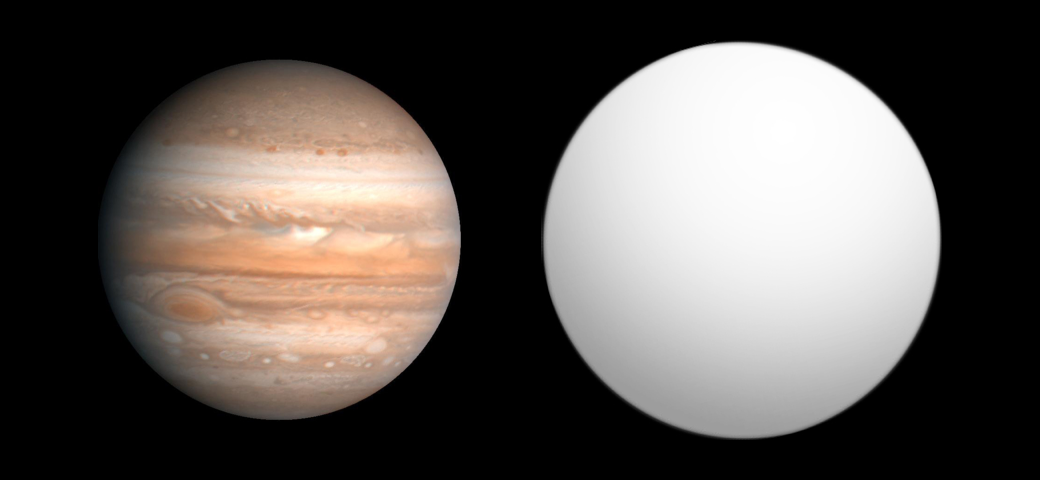
HR 8799 b（右）と木星（左）の直径の比較。

HR 8799 bは、先述の通り主星であるHR 8799よりかなり遠くに位置する。しかし、HR 8799が太陽の4.92倍明るい恒星であり、また惑星系の生成年代が2000万年から5000万年と若いため、表面温度は約600℃と高い。この温度により、直接撮影されるきっかけとなった赤外線を放出しており、その光度は太陽の1万分の1程度、約3.1×1021Wに達する。しかし、見かけの等級はHR 8799の10万分の1以下である。見かけには暗い赤色をしていると考えられている。また、表面温度が低いために、HR 8799の惑星の中で明るさは最も暗い。
HR 8799 bは木星と比較して、直径は1.1倍から1.3倍であるが、質量は5倍から11倍もある。特に上限は褐色矮星の下限である13倍に近い。このため平均密度は5.0g/cm3にもなる。
HR 8799 bの大気の組成は不明である。ただし、HR 8799系を包む大規模な塵の円盤には一酸化炭素、メタン、およびアンモニアとアセチレンのどちらかまたは両方が含まれており、大気の組成に関連する可能性がある。塵の組成はHR 8799 bの分光観測によって調べられた。これはHR 8799 bがHR 8799から約1.7秒角と、十分離れているからである。

## ギャラリー

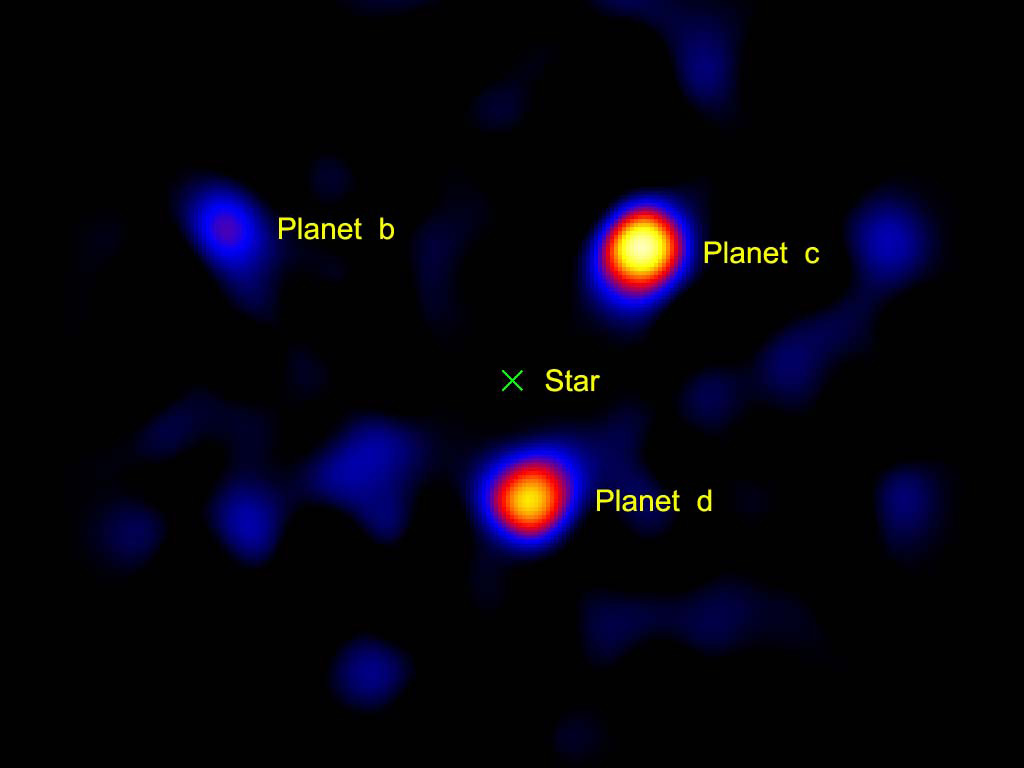
2010年4月14日にヘール望遠鏡によって撮影されたHR 8799 b、HR 8799 c、HR 8799 dのコロナグラフの画像。
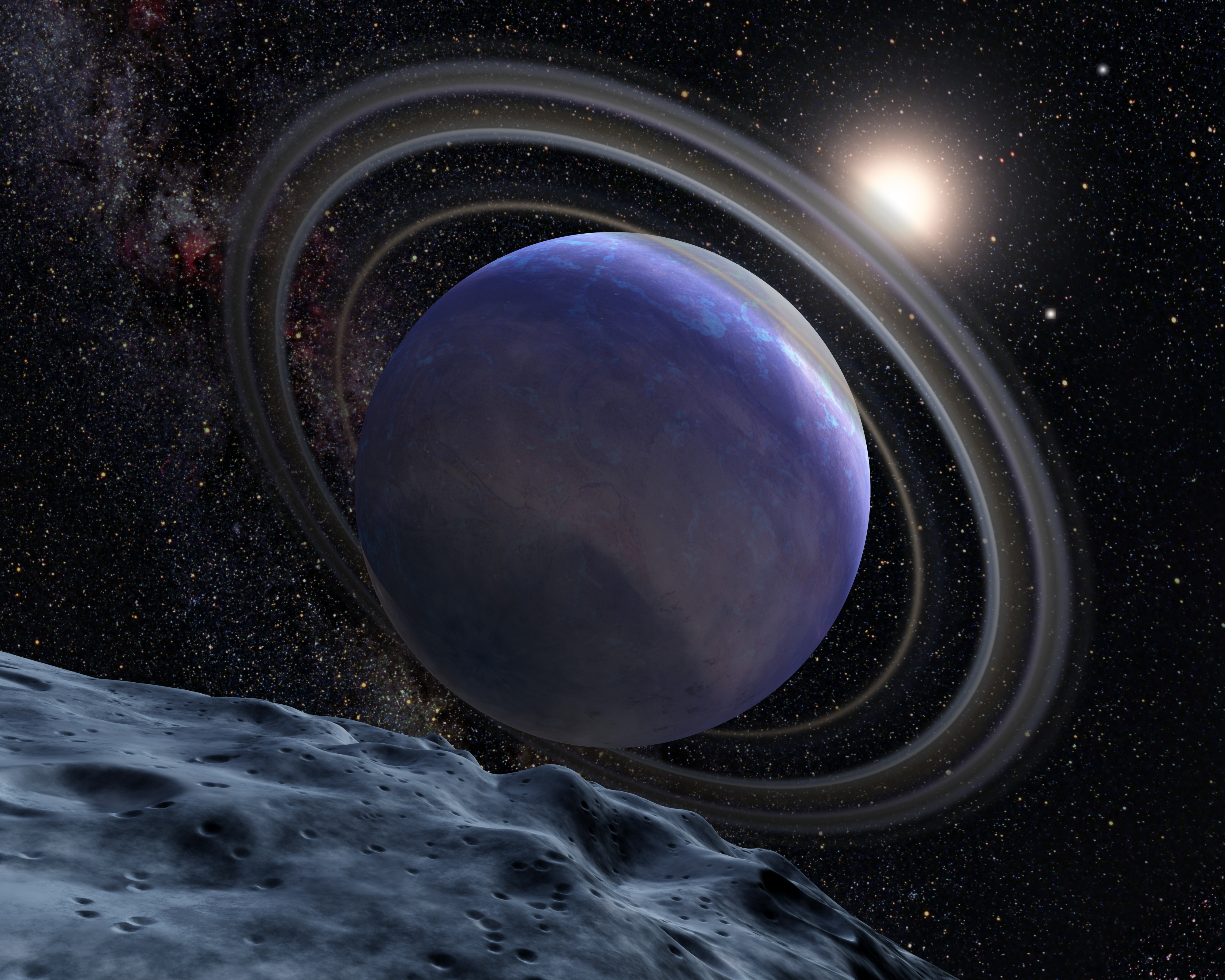
HR 8799 bの想像図。